# Trichadenotecnum sexpunctatum
Trichadenotecnum sexpunctatum is een stofluis uit de familie Psocidae. De wetenschappelijke naam van de soort werd als Hemerobius sexpunctatus in 1758 gepubliceerd door Carl Linnaeus.